# Bíborsivatag
A Bíborsivatag (eredeti cím: The Purple Plain) 1954-ben bemutatott brit filmdráma. A filmet Robert Parrish rendezte, főszereplője, Gregory Peck egy kanadai pilótát személyesít meg, aki a második világháború utolsó hónapjaiban depresszióval küzd, miután feleségét elvesztette. A film kétszeres BAFTA-jelölt volt.

## Cselekménye
|  | Alább a cselekmény részletei következnek! |

A történet főhősét Bill Forest repülőőrnagyot, pár nappal a házasságkötése után egy tragédia éri, mert egy bombarobbanásban meghal a felesége. Burmába, a Bíborsivatagba kerül, a japán lerohanás idején. Megszállónak érzi magát, a halált keresi. Először egy burmai nő iránti szerelme rázza föl, majd egy kollegája szerencsétlen lezuhanása adja vissza életösztönét, végül saját repülőszerencsétlensége nyújt igazi lehetőséget arra, hogy megtalálja nyugalmát, a benne szunnyadó embert, mikor már szinte csupasz élőlényként cipeli végig a sivatagon sebesült társát. Ösztönné vált mozgatóereje csak a menekülés és a mentés.
|  | Itt a vége a cselekmény részletezésének! |

## Szereplők
| Szereplő                    | Színész           | Magyar hang                              | Magyar hang                        |
| Szereplő                    | Színész           | 1. szereposztás (Magyar Televízió, 1967) | 2. szereposztás (Magyar Televízió) |
| --------------------------- | ----------------- | ---------------------------------------- | ---------------------------------- |
| Bill Forrester repülőőrnagy | Gregory Peck      | Sztankay István                          | Dörner György                      |
| Anna                        | Win Min Than      | Csűrös Karola                            | Kisfalvi Krisztina                 |
| Miss McNab                  | Brenda De Banzie  |                                          | Szabó Éva                          |
| Dr. Harris                  | Bernard Lee       | Raksányi Gellért                         | Papp János                         |
| Blore                       | Maurice Denham    | Győrffy György                           | Barbinek Péter                     |
| Carrington                  | Lyndon Brook      |                                          | Galambos Péter                     |
| Aldridge ezredes            | Anthony Bushell   |                                          | Berzsenyi Zoltán                   |
| Mrs. Bill Forrester         | Josephine Griffin |                                          |                                    |
| Mr. Phang                   | Ram Gopal         |                                          |                                    |
| Ralph Brown őrmester        | Jack McNaughton   |                                          | Felföldi László                    |
| Dorothy                     | Mya Mya Spencer   |                                          | Antal Olga                         |